# Gnathoncus baeckmanni
Gnathoncus baeckmanni är en skalbaggsart som beskrevs av Reichardt 1941. Gnathoncus baeckmanni ingår i släktet Gnathoncus och familjen stumpbaggar. Inga underarter finns listade i Catalogue of Life.